# Bruno Varriano

Wappen von Bruno Varriano

Bruno Varriano OFM (* 25. September 1971 in Anápolis, Brasilien) ist ein italienischer römisch-katholischer Ordensgeistlicher, Patriarchalvikar für Zypern und Weihbischof im Lateinischen Patriarchat von Jerusalem.

## Leben
Bruno Varriano studierte Philosophie und Theologie und empfing am 30. August 1997 das Sakrament der Priesterweihe für das Erzbistum Campobasso-Boiano. Anschließend trat er in der Kustodie des Heiligen Landes der Ordensgemeinschaft der Franziskaner bei und legte am 5. Oktober 2003 die Profess ab.
Nach weiteren Studien erwarb er an der Päpstlichen Universität Antonianum das Lizenziat in spiritueller Theologie. An der Päpstlichen Universität der Salesianer wurde er in Psychologie promoviert. In der Kustodie des Heiligen Landes nahm er verschiedene Aufgaben wahr und war unter anderem Guardian des Franziskanerkonvents in Nazareth. Er gehörte dem Diskretorium und der Weiterbildungskommission an. Am 11. August 2022 wurde er zum Patriarchalvikar für Zypern ernannt.
Papst Franziskus ernannte ihn am 9. Januar 2024 zum Titularbischof von Astigi und zum Weihbischof im Lateinischen Patriarchat von Jerusalem. Der Lateinische Patriarch Pierbattista Kardinal Pizzaballa spendete ihm am 16. März desselben Jahres im Filoxenia Conference Center in Nikosia die Bischofsweihe. Mitkonsekratoren waren Fortunato Kardinal Frezza und der maronitische Erzbischof von Zypern, Selim Jean Sfeir.